# 发酵酶
發酵酶（Zymase）是一種可以催化糖類發酵成乙醇和二氧化碳的酶複合物。它天生就存在於酵母菌之中。發酵酶的活性在不同的酵母菌株之間也會有不同。

發酵酶（寫成英文Zymase）也是一個藥物的品牌──Pancrelipase（胰脂肪酶）的名字。

## 無細胞發酵實驗
發酵酶最早是在1897年由德國化學家愛德華·比希納（Eduard Buchner）首次進行與酵母細胞分離，並且在沒有活細胞的狀況下，置於實驗室進行對糖類的發酵，因此他於1907年諾貝爾化學獎。

比希納獲得諾貝爾獎的這個實驗內容包括對酵母細胞進行無細胞萃取，並且這個“榨汁（press juice）”能進行發酵糖類這個作用。這個實驗也推翻了活力論（vitalism）因為這實驗證明了在進行發酵時，並不需要活酵母菌的存在即可發生作用。無細胞萃取經由乾燥酵母細胞和石英與矽藻土結合，然後再用研缽和研杵磨碎該酵母細胞。然後在磨碎時，若酵母菌破碎，其中的胞液被壓出，該混合物會變得比較濕。該步驟完成後，將濕潤混合物經過擠壓過程放並且當這個“榨汁”順勢加入葡萄糖，果糖，或麥芽糖，二氧化碳會產生演變，有時這會耗時數天。之後微觀調查（Microscopic investigation）顯示在萃取物中沒有活酵母細胞。

比希納推測酵母細胞分泌蛋白質進入他們自身四周環境，以利發酵糖類。後來也因此得知發酵其實是發生在酵母細胞內。

英國化學家阿瑟•哈登（ Arthur Harden ）於1905年將發酵酶分為兩個類型──透析（dialyzable）和非透析（nondialyzable）兩類。

有一些科學歷史學家（science historians）認為愛德華•比希納在他1897年所得的成就，只不過是再重複做一次安托萬•貝尚（Antoine Béchamp）於1857年做過的實驗而已。事實上不是這樣：比希納製得酵母菌發酵酶時，並沒有酵母細胞參與，此為酒精發酵；相對地，貝尚的實驗已明確地指出，在不存在酵母細胞的情況，而且也有使用當時也被他稱為“zymase”的東西，但他僅得到了糖反轉（sugar inversion）但無酒精發酵。根據K.L.曼徹斯特（K.L. Manchester），貝尚所說的“zymase”其實是蔗糖。